# بخش میدلتون (وود کانتی، اوهایو)
بخش میدلتون (به انگلیسی: Middleton Township) یک منطقهٔ مسکونی در ایالات متحده آمریکا است که در شهرستان وود، اوهایو واقع شده‌است.
 بخش میدلتون ۸۴٫۱ کیلومتر مربع مساحت و ۴٬۴۵۴ نفر جمعیت دارد و ۲۰۲ متر بالاتر از سطح دریا واقع شده‌است.